# World Games 2025/Teilnehmer (Aruba)
| Gelbes Symbol für Goldmedaillen mit stilisierten Olympischen Ringen | Graues Symbol für Silbermedaillen mit stilisierten Olympischen Ringen | Braundes Symbol für Bronzemedaillen mit stilisierten Olympischen Ringen |
| ------------------------------------------------------------------- | --------------------------------------------------------------------- | ----------------------------------------------------------------------- |
| —                                                                   | —                                                                     | —                                                                       |

Aruba nahm an den World Games 2025 mit einem Athleten teil.

## Teilnehmer nach Sportarten

### Karate

#### Kumite
| Athleten       | Wettbewerb        | Vorrunde       | Vorrunde | Halbfinale    | Halbfinale    | Finale        | Finale        | Rang |
| Athleten       | Wettbewerb        | Gegner         | Erg.     | Gegner        | Erg.          | Gegner        | Erg.          | Rang |
| -------------- | ----------------- | -------------- | -------- | ------------- | ------------- | ------------- | ------------- | ---- |
| Frauen         |                   |                |          |               |               |               |               |      |
| Rob Timmermans | Klasse über 84 kg | Ryswan Talibow | 2:6      | ausgeschieden | ausgeschieden | ausgeschieden | ausgeschieden | 5    |
| Rob Timmermans | Klasse über 84 kg | Anđelo Kvesić  | 0:1      | ausgeschieden | ausgeschieden | ausgeschieden | ausgeschieden | 5    |
| Rob Timmermans | Klasse über 84 kg | Mehdi Filali   | 2:1      | ausgeschieden | ausgeschieden | ausgeschieden | ausgeschieden | 5    |